# Brigata Abu Hafs al-Masri
Il gruppo terroristico Abū Ḥafṣ al-Maṣrī, o semplicemente Brigata al-Maṣrī (in arabo كتائب أبو حفص المصري‎?, Katāʾib Abū Ḥafṣ al-Maṣrī), è una formazione paramilitare di matrice fondamentalista sunnita che ha rivendicato la paternità degli attentati di Madrid l'11 marzo 2004 e di Londra il 7 luglio 2005.
La sua esistenza è stata molte volte messa in dubbio, ma si dice che sia una delle fazioni  gihadista maggiormente legate alla cupola terroristica di al-Qāʿida. Il nome del gruppo deriva dal nome di battaglia di Mohammed Atef, capo militare e numero 3 di al-Qāida, nonché consuocero di Osama Bin Laden, morto durante i bombardamenti statunitensi in Afghanistan, durante l'omonima guerra.
Le loro azioni hanno provocato attualmente la morte di 243 persone (191 a Madrid e 52 a Londra). La Brigata al-Maṣrī continuano ininterrottamente da molti mesi a minacciare azioni di guerra, anche con armi non convenzionali, in Europa e soprattutto in Italia, Paesi Bassi e Danimarca. Come condizione per non svolgere azioni di guerra, il gruppo chiede il ritiro dei contingenti stranieri della coalizione dall'Iraq.
Il gruppo sembra sia formato maggiormente da maghrebini e nordafricani, ma anche da vicino-orientali ed estremisti arabi e non-arabi (pakistani, sauditi, yemeniti e giordani). Nonostante la loro popolarità, la Brigata al-Maṣrī, fino adesso hanno rilasciato solo dichiarazioni sul WEB, senza mai aver fatto un'apparizione visiva, come invece sono soliti fare i gruppi terroristici agenti in Iraq, soprattutto per la rivendicazione di sequestri.

## Critiche
Per alcuni la Brigata è semplicemente un nome di comodo a cui vengono attribuiti attentati di origine totalmente diversa. A questo proposito sono significative le rivendicazioni comparse su siti web su cui chiunque avrebbe potuto scrivere.
Anche il fatto che l'organizzazione sia comparsa improvvisamente dal nulla in occasione di attentati di notevole entità desta molte perplessità.